# Citadela u Marini
Citadela, utvrda u Marini, zaštićeno kulturno dobro.

## Opis dobra
Vrijeme nastanka: 16. stoljeće. Ostaci utvrde Citadele s crkvom Sv. Ivana Krstitelja nalaze se u središtu naselja Marina. Citadela je pokretnim mostom bila povezana s kulom čineći tako jedinstven obrambeni sklop. Građena je na pravokutnom tlocrtu, od kamena, oko 1500. g., investicijom trogirskog biskupa Frana Marcella.
Kaštil (biskupska kula) na hridinama i Citadela na kopnu činili su jedinstveni obrambeni sklop.

## Zaštita
Ostaci utvrde Citadele s crkvom Sv. Ivana Krstitelja skupa su po jedinstvenom oznakom Z-4900 zavedeni kao nepokretno kulturno dobro – pojedinačno, pravna statusa zaštićena kulturnog dobra, klasificirano kao "sakralno-profana graditeljska baština".